# Haworthia limifolia
Haworthia limifolia (dân gian thường gọi là Móng rồng xoáy) là một loài thực vật có hoa trong họ Măng tây. Loài này được Marloth mô tả khoa học đầu tiên năm 1910.

## Hình ảnh

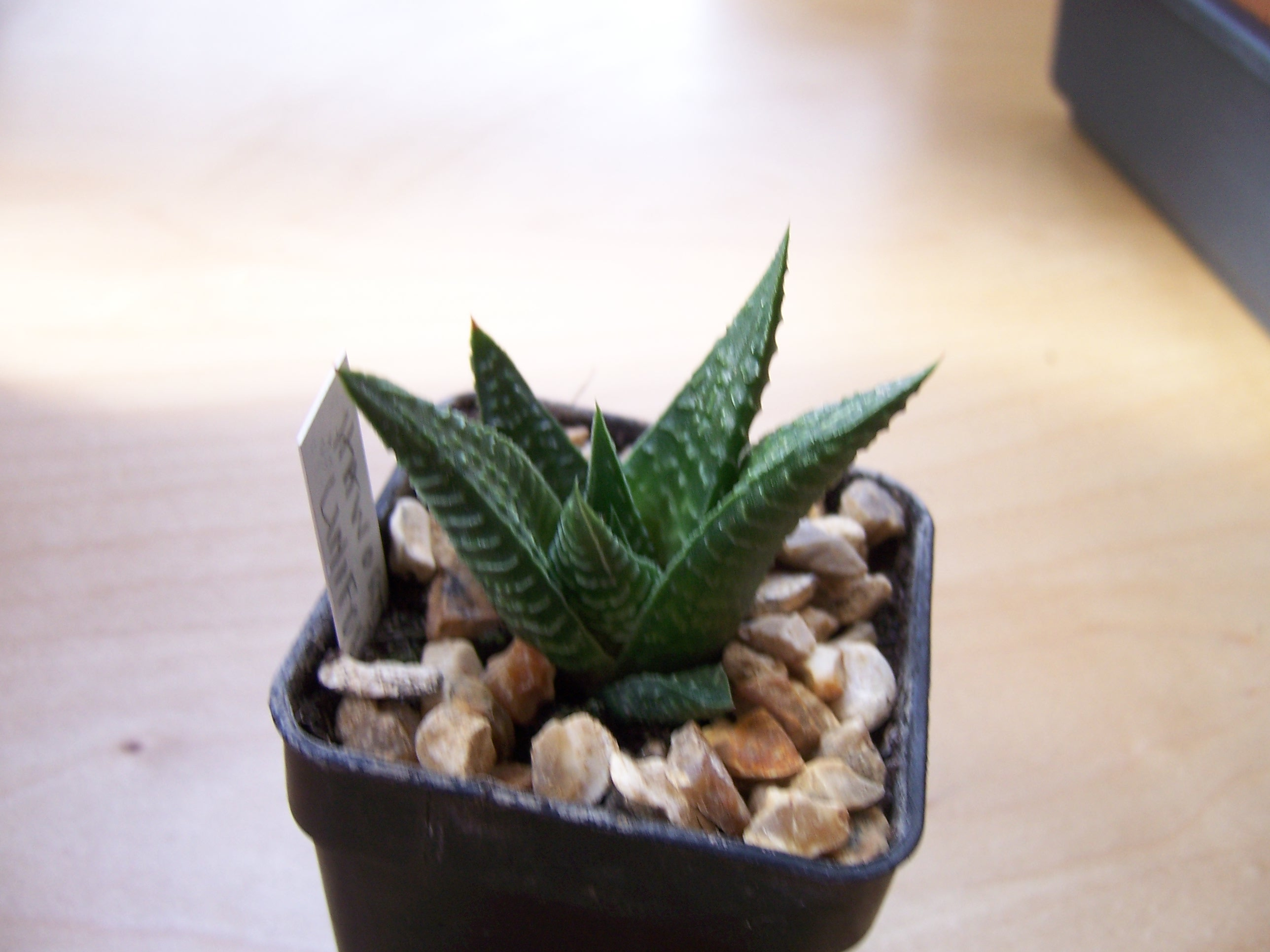
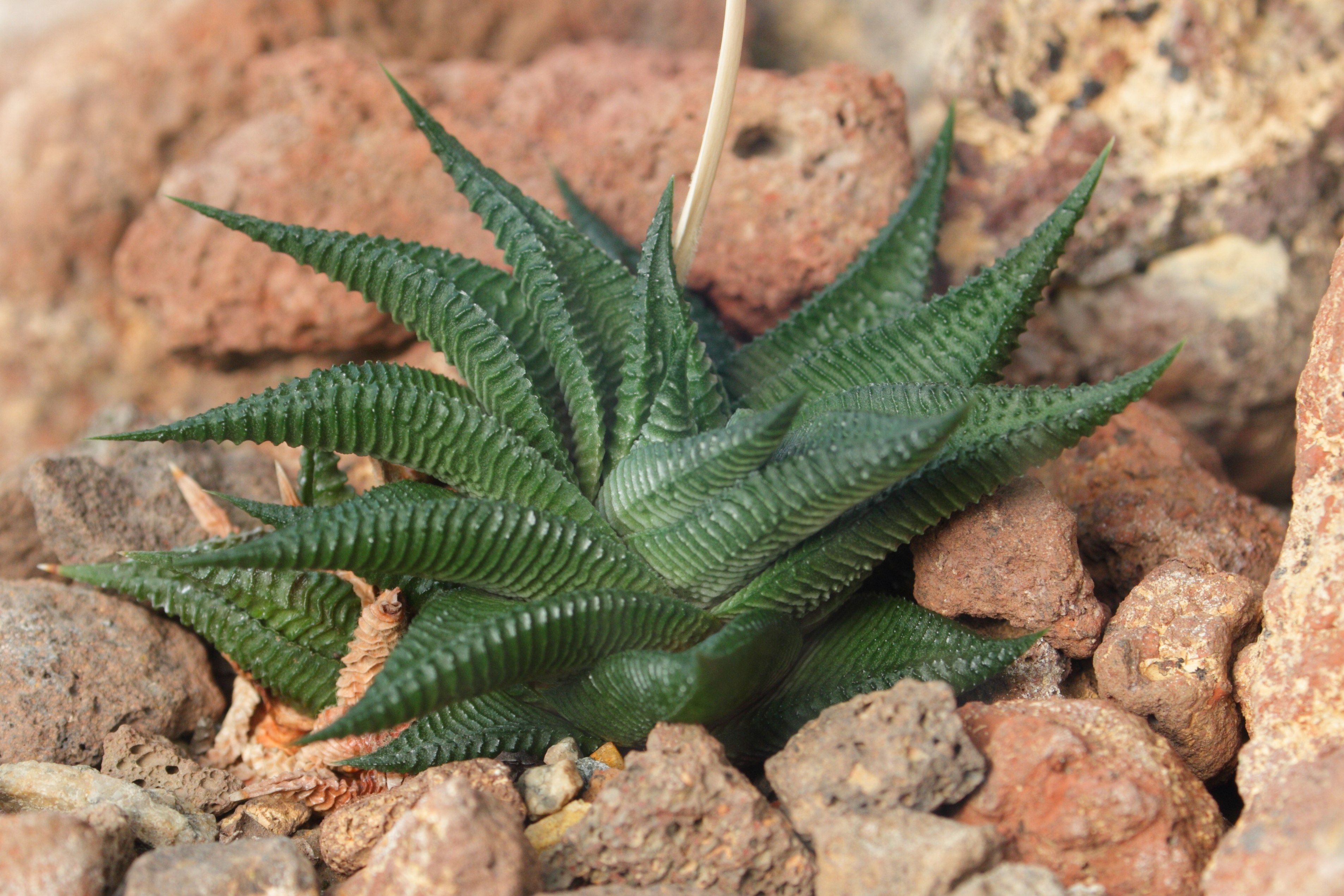